# Blastobasis extensa
Blastobasis extensa é uma espécie de mariposa do gênero Blastobasis pertencente à família Coleophoridae.